# Zaomma ficusae
Zaomma ficusae är en stekelart som först beskrevs av Jean Risbec 1952.  Zaomma ficusae ingår i släktet Zaomma och familjen sköldlussteklar. Inga underarter finns listade i Catalogue of Life.